# 콤보 가드

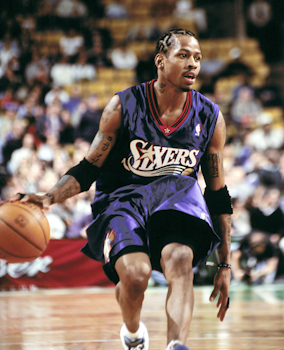

콤보 가드(영어: Combo guard)는 농구의 포지션에서 포인트 가드와 슈팅 가드를 모두 플레이하는 선수를 가리키는 용어이다.
콤보 가드는 포인트 가드(1)와 슈팅 가드(2)의 속성을 결합한 농구 선수이지만 두 포지션의 표준 설명에 반드시 들어맞지는 않는다. 남자 농구에서 이러한 가드는 일반적으로 6' 3"(1.91m) 및 6'5"(1.96m) 키 범위 안에 있다. 대부분의 콤보 가드는 키 측면에서 포인트 가드와 슈팅 가드 사이에 있는 경향이 있지만 일부는 각각의 플레이 방식에 영향을 미치는 포인트 또는 슈팅 가드의 키를 갖는다.
역사적으로 콤보 가드는 코치가 공격 시스템에 적응하기 어려운 것으로 간주되었다. 그러나 콤보 가드는 최근 농구, 특히 NBA에서 중요한 부분이 되었다. 포인트가드급 볼 핸들링을 갖춘 슈팅가드 드웨인 웨이드는 2006년 마이애미 히트를 사상 첫 NBA 챔피언십으로 이끌었고 같은 챔피언십 시리즈에서 파이널 MVP를 수상했다. 또한, 스포츠가 기본 중심 플레이 스타일에서 득점 중심 스타일로 바뀌었다는 것은 그러한 가드의 열등한 패스 능력이 심각한 피해로 간주되지 않는다는 것을 의미한다. 이러한 변화는 부분적으로 2007년 NBA에서 제정한 핸드 체크 규칙에 의해 설명된다. 이 규칙은 수비수가 공격 선수를 방해하기 위해 손을 사용하는 것을 반칙으로 만든다. 이것은 더 작고 약한 많은 콤보 가드가 그들의 속도를 사용하여 더 강하고 키가 큰 플레이어 주위를 운전할 수 있게 했다. 사실, 많은 키가 작은 젊은 선수(6피트 2인치 이하)는 득점 능력을 개발하는 데 집중하는 반면, 이전에는 프로 리그에서 성공하기 위해 타고난 패스 능력을 가진 적절한 포인트 가드가 되어야 했다. 앨런 아이버슨은 6'0"(1.83m)의 키이지만 뛰어난 볼 핸들링 기술에도 불구하고 슛 우선 정신을 가지고 슈팅 가드로 시작했다. 그는 2008년 ESPN이 선정한 역대 최고의 슈팅 가드 중 5번째로 선정되었다.
유로리그에서 가장 주목할만한 예는 자신의 팀을 3번의 유로리그 우승으로 이끈 바실리스 스파누리스와 레알 마드리드를 2번의 유로리그 우승으로 이끈 세르히오 룰이다.